# هلی‌اسپورت سی‌اچ۷

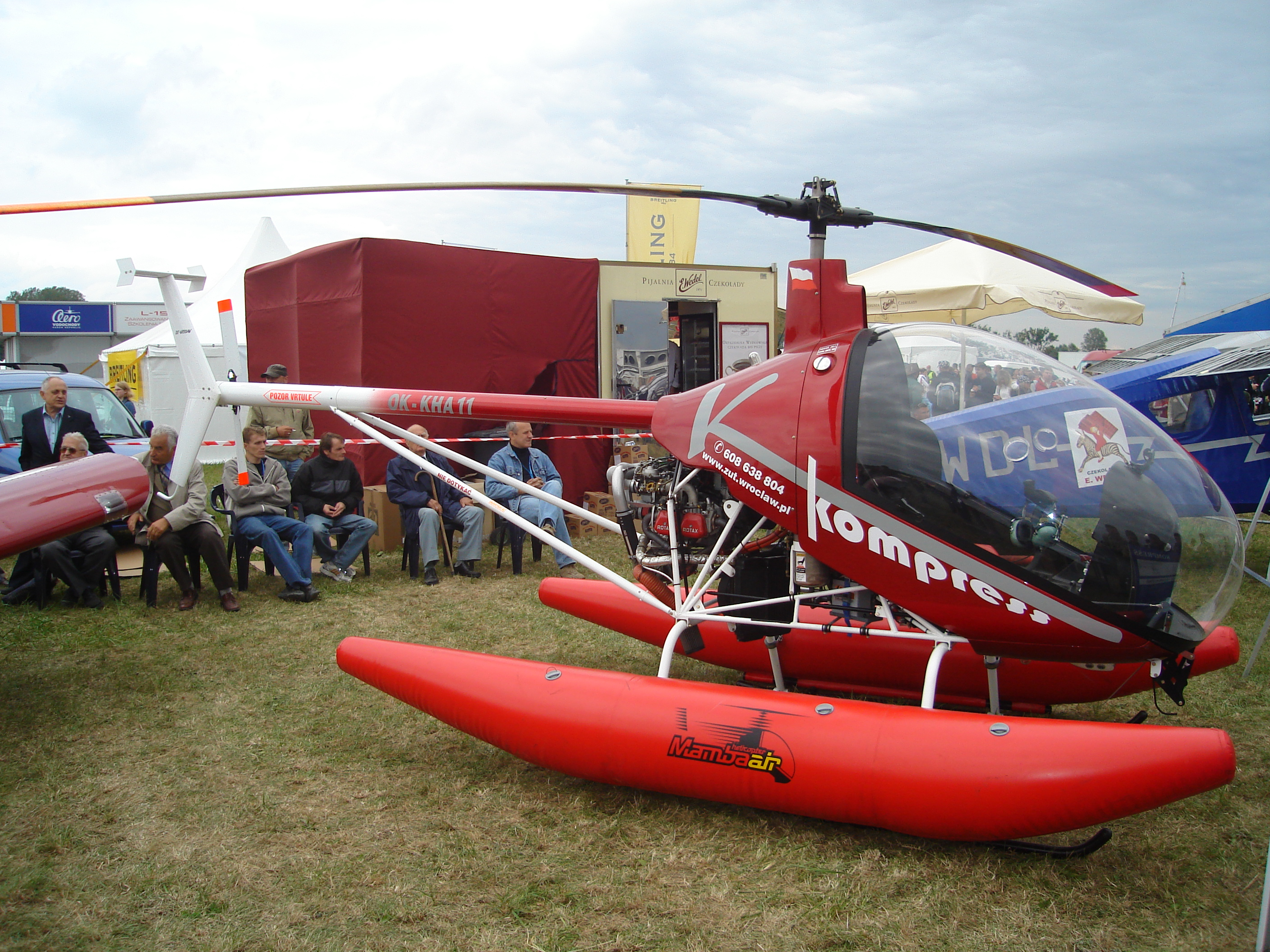

هلی‌اسپورت سی‌اچ۷ (به انگلیسی: Heli-Sport CH7) یک بالگرد بسیار سبک تک سرنشین است که برپایهٔ یک طراحی محصول آرژانتین متعلق به دهه ۸۰ میلادی برگرفته شده‌است. سپس آن را به نسخه دوسرنشین ارتقا دادند و سی‌اچ۷۷ نام نهادند.

## مشخصات
داده‌ها از Jane's All the World Aircraft 2010/11
ویژگی‌های عمومی
- خدمه: one
- ظرفیت: ۰
- طول: ۷٫۰۵ متر (۲۳ فوت ۲ اینچ) overall, rotors turning; fuselage length 5.31 m (17 ft 5 in)
- ارتفاع: ۲٫۳۵ متر (۷ فوت ۹ اینچ)
- وزن خالی: ۲۷۵ کیلوگرم (۶۰۶ پوند)
- بیشترین وزن برخاست: ۴۵۰ کیلوگرم (۹۹۲ پوند)
- ظرفیت سوخت: 60 L (15.8 US gal, 13.2 Imp gal) usable standard, further 19 L (5.0 US gal, 4.2 Imp gal) in optional auxiliary tank.
- پیشرانه: ۱ عدد  Rotax 914، ۸۴٫۶ کیلووات (۱۱۳٫۵ اسب بخار)
- قطر روتور اصلی:  ۶٫۲۰ متر (۲۰ فوت ۴ اینچ)

عملکرد
- سرعت کروز: ۱۶۰ کیلومتر بر ساعت (۹۹ مایل بر ساعت، ۸۶ گره)
- بیشینه سرعت مجاز: ۱۹۲ کیلومتر بر ساعت (۱۱۹ مایل بر ساعت، ۱۰۴ گره)
- بُرد: ۴۸۰ کیلومتر (۳۰۰ مایل، ۲۶۰ مایل دریایی) with standard fuel load
- مداومت پروازی: 3 hr
- حداکثر ارتفاع: ۵٬۰۰۰ متر (۱۶٬۰۰۰ فوت) service; hover ceiling out of ground effect is 2,500 m (8,200 ft)